# Hemidactylium
Hemidactylium is een geslacht van longloze salamanders. De groep werd voor het eerst wetenschappelijk beschreven door Coenraad Jacob Temminck en Hermann Schlegel in 1838. Het geslacht telt slechts één soort en is daarom een monotypisch geslacht.
De enige soort is de viertenige salamander (Hemidactylium scutatum), die voorkomt in delen van de Verenigde Staten.